# فيبي هوبان
فيبي هوبان (بالإنجليزية: Phoebe Hoban)‏ هي صحفية أمريكية، ولدت في 1952.